# Legend of the Black Shawarma
Legend of the Black Shawarma је седми студијски албум израелског психоделичног тренс дуа Infected Mushroom. Објављен је 8. септембра 2009. Албум је назван по шаварми, блискоисточном јелу сличнодонер кебабу у Турској или гиросу у Грчкој. Наслов је такође инспирисан Шаварма Хазан, шаварма ресторану у Хаифи гдје су Ерез Еисен и Амит "Дувдев" Дувдевани јели.

## Историја
Infected Mushroom су у почетку намјеравали да ово буде концептуални албум, нешто као дневник хране у њиховим омиљеним ресторанима. Тако су прве пјесме написане за албум, назване по ресторанима Poquito Mas, Saeed, Franks, а прије свега Шаварма Хазан. Међутим, ипак на крају је одлучено да се ова идеја напусти, па је тако главни сингл постала пјесма Smashing the Opponent.

## Списак песама
1. "Poquito Mas" (шпански за "још мало"  [sic]) – 3:39
2. "Saeed" (سعيد, арапски за "Срећа") – 7:03
3. "End of the Road"  – 6:47
4. "Smashing the Opponent" (вокали: Џонатан Дејвис из бенда Korn) – 4:10
5. "Can't Stop" – 7:23
6. "Herbert the Pervert" – 7:17
7. "Killing Time" (вокали: Пери Фарел из групе Jane's Addiction) – 3:04
8. "Project 100" – 9:38
9. "Franks" – 8:05
10. "Slowly" – 9:00
11. "The Legend of the Black Shawarma" – 7:11
12. "Riders on the Storm" (Ремикс пјесме The Doors са албума L.A. Woman) – 4:29
13. "Bust a Move" (Infected Mushroom ремикс) – 9:10 (iTunes бонус пјесма, укључена као седма пјесма на албуму)[5]